# Stommens ekäng

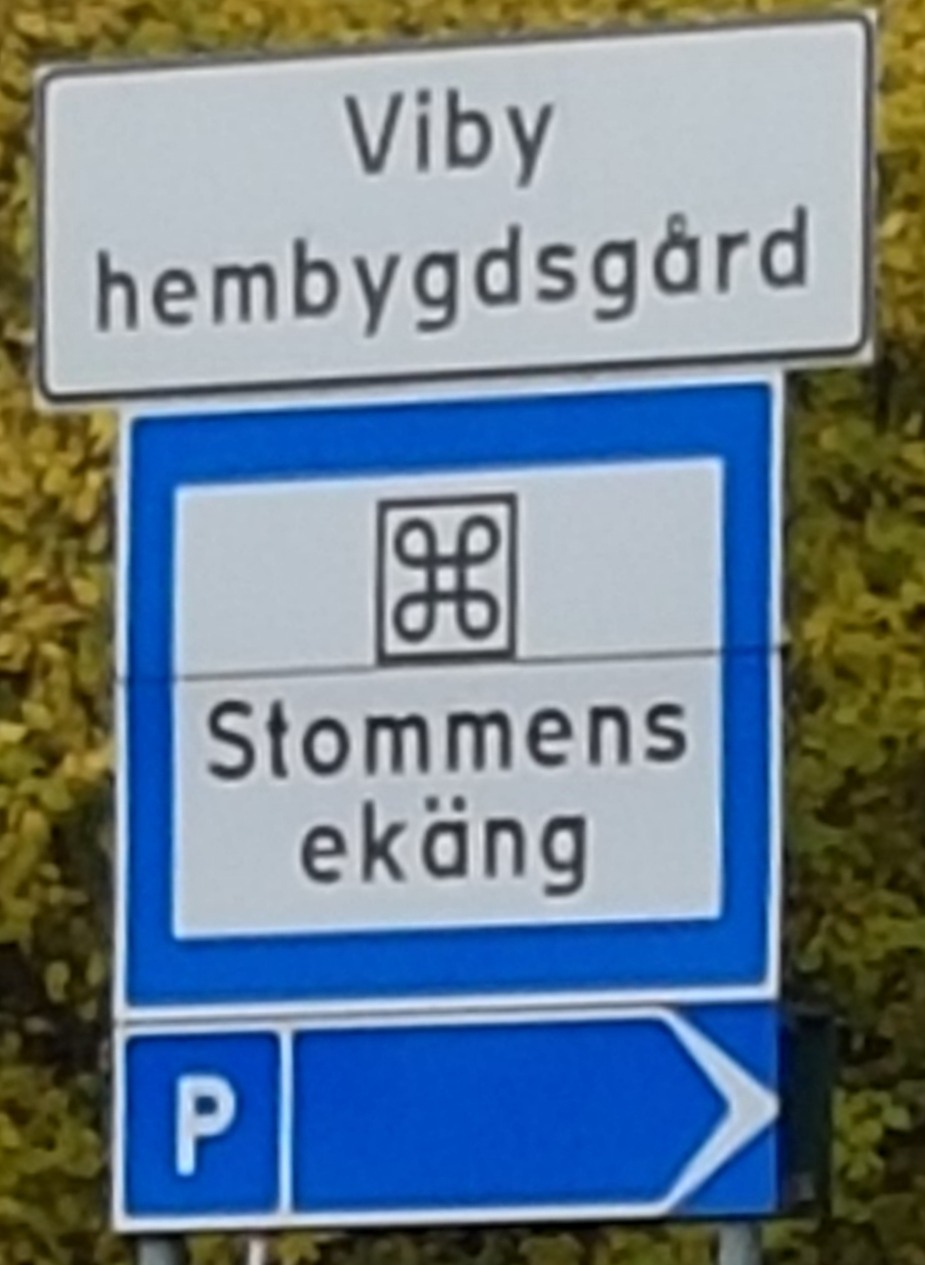
Viby Stommens_naturreservat.

Stommens ekäng är ett naturreservat i Hallsbergs kommun i Örebro län.
Naturreservatet som är 1,4 hektar stort bildades 2002 med syftet att bevara ett äldre ekbestånd. De äldre ekarna är en förutsättning för att den rödlistade Läderbaggen (Osmoderma eremita) skall få en lämplig livsmiljö. Förutom läderbaggen finns det även några ovanliga svampar och lavar inom reservatet bland annat de rödlistade Rosa skärelav och Korallticka. Bland djurlivet i reservatet är Nötväckan vanlig och ibland kan man skymta och höra Kattugglor. Under våren är marken under ekarna täckt med vit- och blåsippor. Reservatet gränsar och är delvis belägen på mark som tillhör Viby hembygdsgård. En kilometer öster om Stommens ekäng finns Geråsens naturreservat som även det har ett rikt bestånd av ekträd.